# Giorgio Malentacchi
Giorgio Malentacchi (Cortona, 9 giugno 1934 – Perugia, 16 febbraio 2024) è stato un politico italiano.

## Biografia
Giorgio Malentacchi nacque a Cortona il 9 giugno 1934.
Esponente del Partito Comunista Italiano, dagli anni '80 fu consigliere comunale, assessore e vicesindaco a Cortona, restando in carica fino al 1990.
Contrario alla svolta della Bolognina, aderì a Rifondazione Comunista, con cui nel 1996 fu eletto alla Camera dei deputati durante la XIII legislatura della Repubblica Italiana, nel collegio uninominale di Montevarchi per i Progressisti grazie all'accordo di desistenza con l'appoggio esterno dei partiti dell'Ulivo.
Nel 2001 fu eletto con Rifondazione Comunista (nel collegio di Carrara) al Senato, di cui fece parte all'inizio della XIV Legislatura. Nel luglio 2002 tuttavia la Giunta per le Elezioni di Palazzo Madama ne propose la revoca da senatore per un errore di calcolo al momento dell'assegnazione del seggio; l'annullamento dell'elezione fu ratificato dal Senato il 20 novembre seguente. A Malentacchi subentrò Roberto Ulivi di Alleanza Nazionale.
Nel 2004 fu eletto consigliere provinciale di Rifondazione Comunista ad Arezzo, restando in carica fino al 2009.
Morì a Perugia il 16 febbraio 2024 all'età di 89 anni.